# Kirsten Gillibrand
Kirsten Elizabeth Rutnik Gillibrand (Albany, 9 december 1966) is een Amerikaans politica. Sinds 2009 is zij lid van de Senaat voor New York. Zij is lid van de Democratische Partij.

## Politieke carrière

### Huis van Afgevaardigden
Van 2007 tot 2009 was zij lid van het Huis van Afgevaardigden voor het 20e district van New York.

### Amerikaanse Senaat
Op 23 januari 2009 werd Gillibrand aangesteld door gouverneur David Paterson om Hillary Clinton, die minister van Buitenlandse zaken werd onder president Obama, op te volgen als senator voor New York. Met 42 jaar was zij de jongste senator in de Amerikaanse Senaat op dat moment. Ze komt uit Upstate New York, en vormt daardoor een tegenwicht voor de senior-senator van New York, Charles Schumer, die uit de stad New York komt.
Ze werd geïnaugureerd op 27 januari 2009. Haar benoeming werd met verschillende gevoelens ontvangen omdat ze de conservatieve vleugel van de Democratische Partij vertegenwoordigt. In november 2010 won zij de speciale verkiezing om de termijn van Clinton af te maken. Die termijn eindigt in 2013. Op 3 november 2010 maakte ze bekend dat ze zich opnieuw kandidaat stelde voor een volledige termijn tot 2016. Op 6 november 2012 werd ze gekozen voor een volledige termijn.

#### Aanstellingen in de Senaatscommissies
Na haar eedaflegging werd Gillibrand aangesteld in de volgende commissies
- Speciale Senaatscommissie voor Aging
- Amerikaanse senaatscommissie voor Landbouw, Natuur en bossen
- Amerikaanse senaatscommissie voor Infrastructuur
- Amerikaanse senaatscommissie voor Buitenlandse Zaken
- Amerikaanse senaatscommissie voor Defensie

### Presidentskandidaat
Op 15 januari 2019 maakte Gillibrand haar kandidatuur als Democratische presidentskandidaat voor de presidentsverkiezingen van 2020 bekend tijdens een interview in The Late Show with Stephen Colbert. Eind augustus 2019 trok ze zich echter alweer terug. Als redenen hiervoor noemde ze het gebrek aan campagnegeld en lage resultaten in de peilingen.